# إفسوس (جورجيا)
إفسوس (بالإنجليزية: Ephesus, Georgia)‏ هي بلدة تقع في مقاطعة هيرد، جورجيا بولاية جورجيا في الولايات المتحدة. تبلغ مساحتها 7.9 (كم²)، وترتفع عن سطح البحر 376 م، بلغ عدد سكانها 388 نسمة في عام 2000 حسب إحصاء مكتب تعداد الولايات المتحدة وتصل الكثافة السكانية فيها 49.1 نسمة/كم2.

## وصلات خارجية
- The US50 - Cities and Towns in Georgia State
- Georgia Cities and Towns, Facts, Map, Flag, Colleges, Government, and More